# Bolbocheta haustellata
Bolbocheta haustellata là một loài ruồi trong họ Tachinidae.